# Carracci

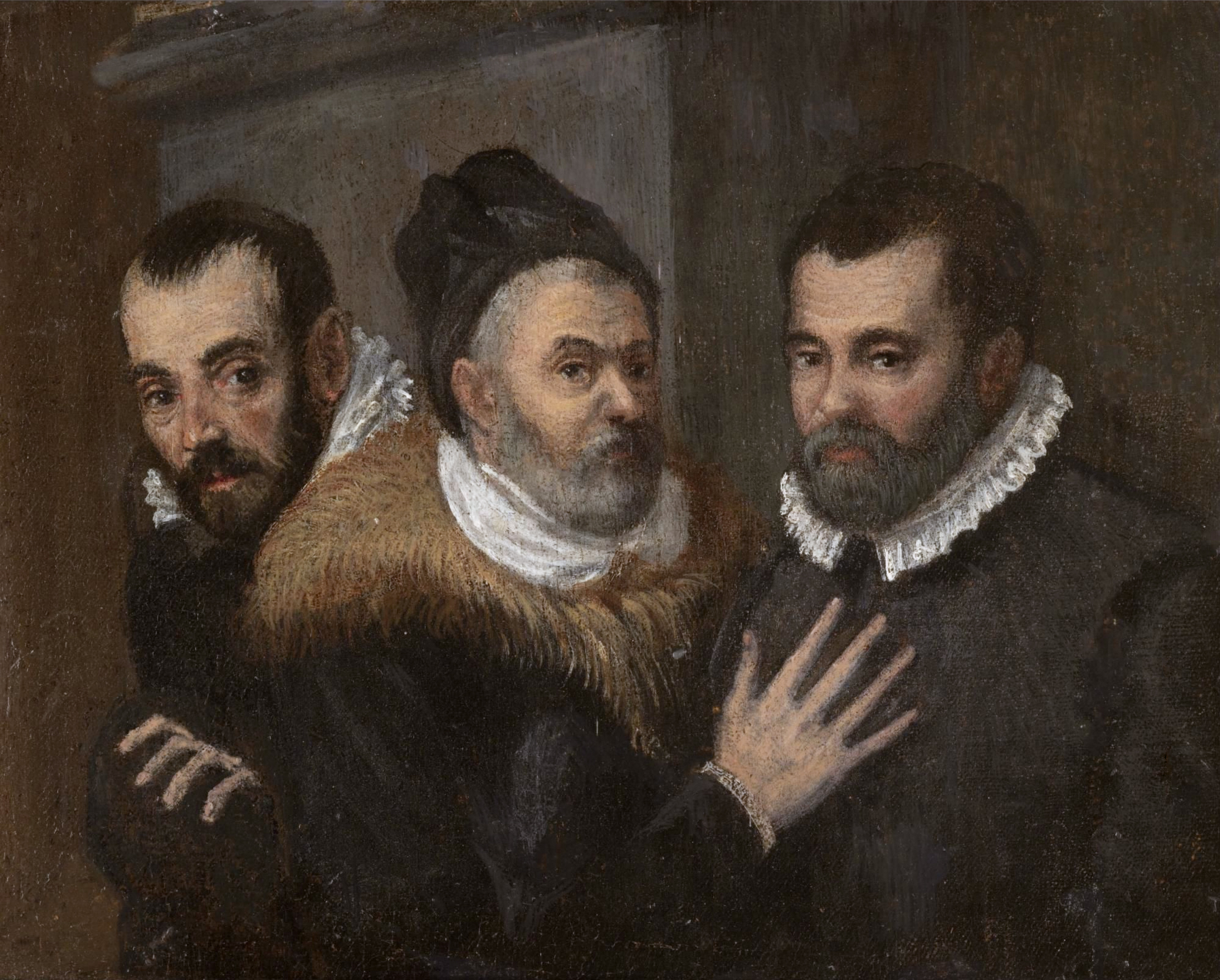
Annibale, Ludovico e Agostino Carracci

I  Carracci erano tre parenti bolognesi: Annibale (1560-1609) e Agostino (1557-1602) erano fratelli, mentre Ludovico (1555-1619) era loro cugino. Provenivano da una famiglia della piccola borghesia locale e si dedicarono alla pittura formandosi nell'ambiente cittadino che, negli anni della loro giovinezza, era dominato da artisti della tradizione tardo-manierista locale, come: Domenico Tibaldi, Prospero Fontana e Bartolomeo Passarotti.

## L'arte e la teoria

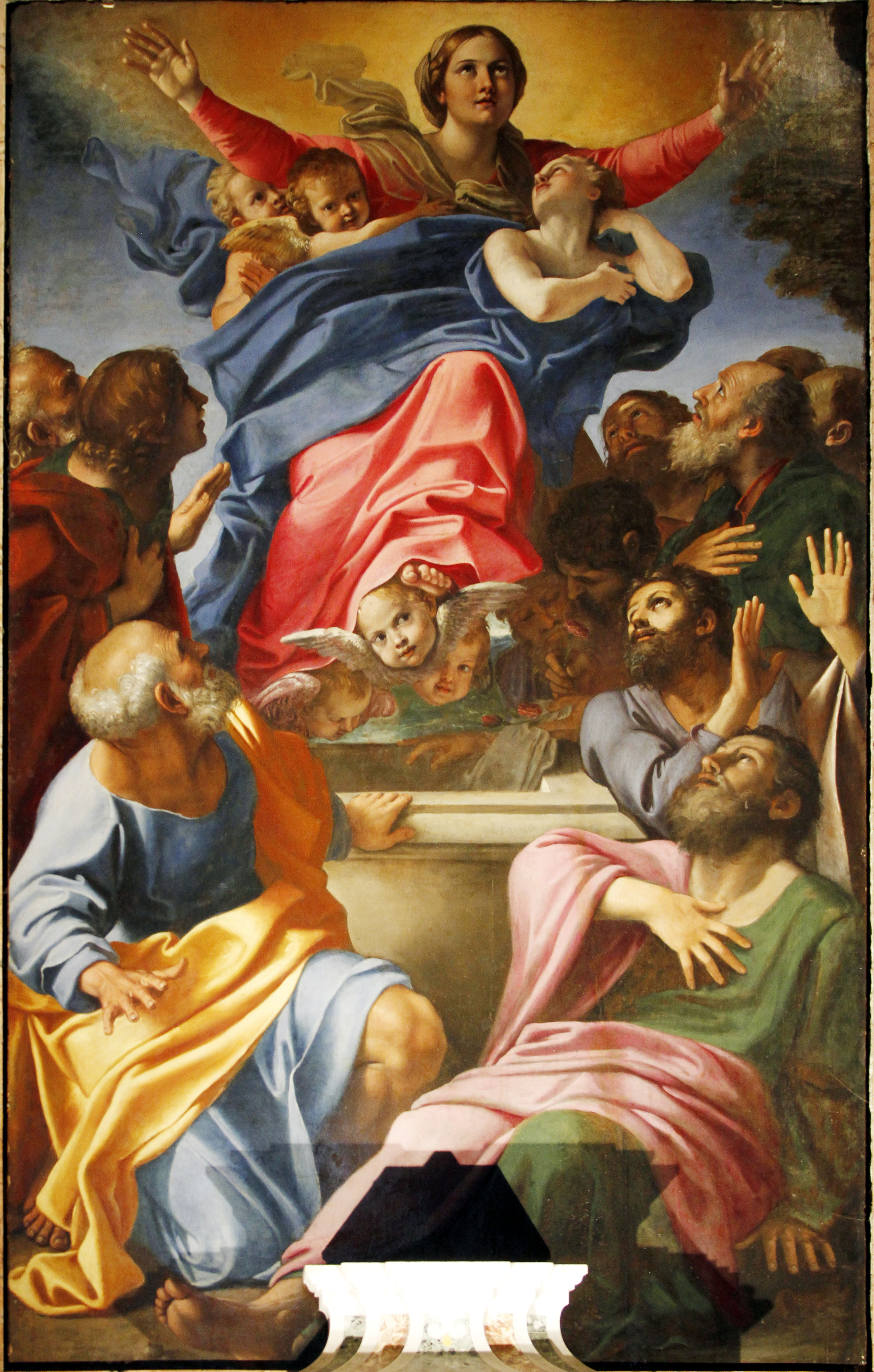
Annibale Carracci, Assunzione della Vergine (1600-1601), Basilica di Santa Maria del Popolo, Roma

L'importanza dell'attività artistica e teorica dei tre pittori, riconosciuta e sottolineata dagli studi di critici e storici dell'arte come André Chastel, Giulio Carlo Argan, e molti altri, sta nell'aver contribuito in maniera determinante all'uscita dalla crisi del Manierismo, alla formazione della cultura figurativa Barocca, a nuove soluzioni pittoriche basate sul recupero della tradizione classica e rinascimentale ma rinnovata seguendo la pratica e i precetti dello studio del vero e del disegno.
La crisi della cultura del Cattolicesimo si evidenziò dopo la Riforma protestante (nel 1517 Martin Lutero espose le sue 95 tesi a Wittenberg), e il successivo “sacco di Roma” ad opera delle truppe di Carlo V nel 1527, fatti che resero la capitale papale più insicura e instabile, meno appetibile per gli artisti dell'epoca, Roma alla fine del XVI secolo era meno incline a produrre una nuova corrente artistica.
L'arte manierista che riproduceva stancamente lo stile dei grandi del Rinascimento, accentuandone  le complicazioni formali e il virtuosismo, non obbediva più all'esigenza di chiarezza e devozionalità.
Bologna era al centro di un territorio in cui l'opera degli artisti aveva per tradizione un accentuato carattere devozionale e pietistico, e inoltre si trovava a contatto ravvicinato con l'arte padana e veneta, su queste basi culturali ed estetiche i Carracci svolsero il loro compito di teorici del rinnovamento artistico, accentuando l'umanità dei personaggi e la chiarezza delle scene sacre.
L'eclettismo della loro arte, il rispetto della tradizione, un linguaggio adatto ai luoghi pubblici frequentati dalle classi popolari  soddisfaceva le esigenze della Chiesa della Controriforma che necessitava di un nuovo modo di esprimere il suo primato sulle altre confessioni e confermava che l'arte poteva e doveva essere veicolo verso la fede.
I Carracci si inserirono perfettamente nel momento politico e artistico dell'epoca, capirono il bisogno di una tensione artistica che potesse rispecchiare le nuove esigenze e che fosse libera dagli artifici e dalla complessità del Manierismo.
Nel 1582 istituirono  una scuola che aveva il preciso  compito di formare culturalmente e pittoricamente nuovi artisti, chiamandola prima Accademia dei Desiderosi e successivamente di Accademia degli Incamminati (1590).
Il più anziano, Ludovico si assunse il ruolo di teorico e impose l'indirizzo verso lo studio del vero (prima disegnato e poi ripulito dai difetti) l'approccio diretto al soggetto  raffigurato era il primo passo della rappresentazione al fine di renderla più naturale.
Altro principio della dottrina carraccesca era l'aspetto devozionale, il rispetto dell'ortodossia delle storie rappresentate.
Nel far questo i Carracci seguirono le istruzioni contenute nell'opera dei teorici del tempo come il cardinale Gabriele Paleotti autore nel 1582 del Discorso sulle immagini sacre e profane che auspicava il controllo da parte delle autorità ecclesiastiche dei contenuti delle scene sacre (i santi e i loro attributi dovevano essere facilmente riconoscibili e rispettosi della tradizione inoltre le storie dovevano dimostrare fedeltà ai testi sacri), mentre agli artisti rimaneva la "libertà" di scegliere lo stile più adeguato.
Altro punto di riferimento era l'opera di Giovanni Andrea Gilio autore dei Due Dialoghi...degli errori dei pittori del 1564 in cui si criticavano gli eccessi di ricercatezza, di allegoria e le invenzioni bizzarre dell'arte manierista.
Le storie e i personaggi resi verosimili dall'imitazione della natura dovevano poi essere nobilitati dall'esercizio dell'arte e raffinati sull'esempio dei grandi maestri del passato, su tutti Raffaello Sanzio e Michelangelo Buonarroti ma anche Tiziano, Veronese, Tintoretto, Correggio e Parmigianino.
Seguendo questi  dettami l'arte avrebbe svolto un preciso compito di educazione e di elevazione spirituale, pur negando l'umanizzazione divina, la scena sacra si faceva più vicina alla dimensione umana.
L'intento dei Carracci era quello di formare i nuovi talenti dell'arte con un'educazione che fosse valida sia dal punto di vista pratico che culturale, un concetto moderno di scuola.
L'accademia era organizzata in parte come una bottega del Quattrocento dove si faceva molta pratica, si apprendeva la tecnica e la manualità pittorica, si abituava l'allievo ad  acquisire una personale visione della realtà tramite il disegno dal vero, questo approccio eliminava le complessità teoriche dell'arte manierista, ma contemporaneamente gli artisti venivano avvicinati alla cultura umanistica (lettere, scienze, filosofia) per dotarli di  una base culturale insieme alla professionalità artistica.
La direzione e la scelta degli indirizzi programmatici dell'accademia spettavano al più anziano Ludovico, ma  altrettanto importante fu la figura di Agostino, uomo di grande cultura, nella scuola diventò l'insegnante di anatomia e prospettiva, come profondo conoscitore di mitologia poté influenzare il fratello Annibale.
Agostino fu anche un importante incisore, riprodusse le opere dei maestri del Cinquecento (soprattutto Correggio e Veronese) esempi da imitare per i numerosi allievi della loro scuola.
Annibale era il più dotato e colui che in seguito al suo viaggio a Roma nel 1595 e le opere eseguite fino alla morte nel 1609, esercitò un'influenza decisiva sulle sorti della pittura italiana agli albori del Seicento, probabilmente rivestì il ruolo di docente di tecnica pittorica.

## Le opere collettive

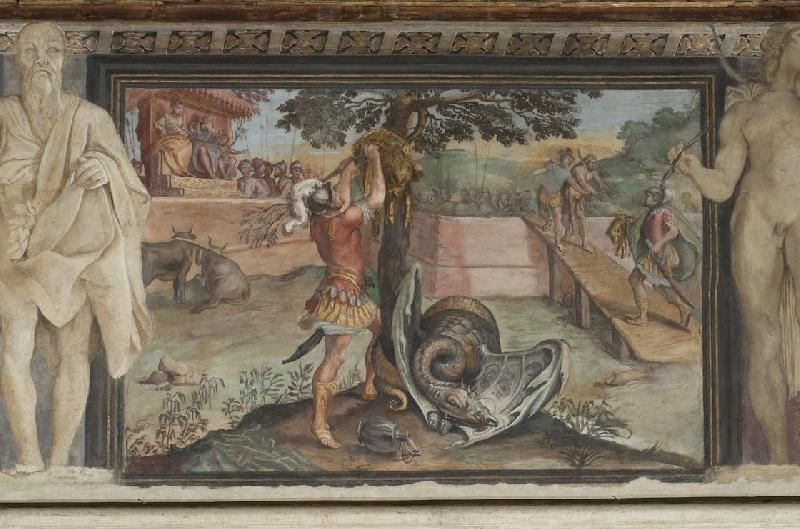
La conquista del vello d'oro, affresco, 1584 ca., Bologna, Palazzo Fava. I fregi di Palazzo Fava sono la prima opera collettiva dei cugini Carracci

Oltre alle opere singole i tre cugini Carracci furono attivi in imprese realizzate collettivamente. 
Nel 1584 affrescarono alcune sale del palazzo del conte Filippo Fava a Bologna. La decorazione più famosa che realizzarono nella dimora del conte Fava è il fregio con Storie di Giasone e Medea. L'opera forse mostra ancora qualche incertezza giovanile, ma già vi si scorge la forte carica innovativa dei tre pittori quasi esordienti. Come essi si siano ripartiti il lavoro e a chi dei tre spettino le singole scene affrescate (sia per il fregio di Giasone e Medea che per le altre storie di Palazzo Fava) è questione ancora non chiarita dagli studi.
Sempre negli anni ottanta Annibale e Ludovico lavorarono (con altri maestri bolognesi) alla decorazione di una cappella della famiglia Paleotti (quella del celebre cardinale Gabriele Paleotti), opera però andata perduta.
Nei primi anni novanta del Cinquecento i tre decorarono ad affresco il salone d'onore di Palazzo Magnani, realizzando un fregio con le Storie della fondazione di Roma. A Palazzo Magnani fu, forse, Annibale a prendere il sopravvento come dimostrerebbe lo stile plastico (le figure solide e possenti e muscolari, dall'aspetto classicheggiante, i colori vivi e accesi) e illusionistico (i riquadri delle scene simulano l'aspetto di tele riportate con finte spaccature).
Ma anche in ordine a questo bellissimo fregio poco si sa di certo circa il ruolo di ognuno dei Carracci.
Nel 1592 nel Palazzo dei Diamanti di Ferrara furono collocati alcuni ovali a carattere mitologico dipinti dai tre cugini, tra i quali spicca la Venere e Cupido di Annibale, ora nella Galleria Estense di Modena.
Tra il 1593 e il 1594 sempre a Bologna affrescano tre sale di Palazzo Sampieri con Storie di Ercole. Qui agli affreschi si aggiunsero tre grandi tele: Cristo e la Samaritana di Annibale, Cristo e la donna Cananea di Ludovico e Cristo e l'adultera di Agostino. I tre dipinti (che compongono un ciclo unitario) in epoca napoleonica furono trasferiti nella Pinacoteca di Brera, dove tuttora si trovano.
Annibale ed Agostino Carracci lavorarono, dal 1596 in poi, anche alla decorazione di alcune stanze di Palazzo Farnese a Roma. Il primo ambiente, il Camerino Farnese, è senza dubbio opera di Annibale, mentre è discusso se Agostino abbia preso parte o meno a questa impresa decorativa. Il secondo, la celeberrima Galleria Farnese, è il capolavoro di Annibale, ma anche Agostino contribuì all'opera, spettandogli due quadri riportati della volta. Ludovico, che non si trasferì mai a Roma, è estraneo a questi lavori, salvo, forse, che per l'esecuzione di un ignudo della Galleria, da lui realizzato durante una breve visita fatta ad Annibale a Roma.
La collaborazione tra i tre Carracci, inoltre, verosimilmente non si limitò alle grandi imprese decorative, ma riguardò, almeno per un certo tempo, anche la pittura da cavalletto. Depongono in questo senso sia alcune testimonianze delle fonti sia la circostanza che opere finite da uno dei Carracci sembrano basarsi su disegni preparatori di un altro Carracci. Valgano ad esempio sia la Comunione di san Girolamo di Agostino, in riferimento alla quale esiste un disegno di Ludovico che molto probabilmente è il parziale prototipo dell'opera finita, sia il Ritorno del figliol prodigo, perduto dipinto di Annibale Carracci, per il quale si conoscono più disegni preparatori, quasi tutti ritenuti di suo fratello Agostino.

## Gli allievi
L'Accademia degli Incamminati fu il luogo di formazione di molti artisti emiliani del XVII secolo che diventeranno protagonisti dell'arte italiana: Domenichino, Giovanni Lanfranco, Francesco Albani, Guido Reni, Alessandro Tiarini e Sisto Badalocchio.
All'elenco si può aggiungere il Guercino: questi, per ragioni anagrafiche, non ebbe rapporti diretti di allievato con nessuno dei Carracci (e non ne frequentò l'Accademia bolognese), ma, come egli stesso narra, imparò l'arte della pittura esercitandosi sulla Sacra Famiglia con san Francesco e committenti di Ludovico Carracci (opera del 1591), al tempo nella chiesa dei Cappuccini di Cento (e ora nella locale Pinacoteca Civica). Nel piccolo centro emiliano, senza maestri degni del suo talento, il giovane Barbieri si formò studiando quest'opera, che egli stesso ribattezzò la Carraccina.

## GlialtriCarracci
La famiglia Carracci, oltre ad Annibale, Ludovico ed Agostino contempla altri tre pittori. Si tratta di Antonio Carracci, figlio di Agostino e di questi inizialmente allievo poi entrato nella bottega dello zio a Roma, dove, dopo la morte di Annibale, condusse una discreta carriera interrotta dalla morte precoce.
Vi sono poi Paolo Carracci (1568-1625), fratello di Ludovico, la cui vicenda artistica si svolge tutta all'ombra di quest'ultimo, e Franceschino Carracci (1595 – 1622), figlio di Giovanni Antonio a sua volta fratello di Annibale ed Agostino Carracci.
Anche Franceschino Carracci morì molto giovane: l'opera principale che ce ne resta è una pala d'altare nella chiesa di Santa Maria Maggiore a Bologna.

## Tavola genealogica
|                      |                      |                                                      |                                                      |                                                                                         |                                                                                         |                 |                 |                      |                      |                      |                          |                          |                     |                     |                 |           |           |
|                      |                      |                                                      |                                                      |                                                                                         |                                                                                         |                 |                 |                      | Giovan Maria         |                      |                          |                          |                     |                     |                 |           |           |
|                      |                      |                                                      |                                                      |                                                                                         |                                                                                         |                 |                 |                      |                      |                      |                          |                          |                     |                     |                 |           |           |
|                      |                      |                                                      |                                                      |                                                                                         |                                                                                         |                 |                 |                      |                      |                      |                          |                          |                     |                     |                 |           |           |
|                      |                      |                                                      | Vincenzo                                             | Vincenzo                                                                                |                                                                                         |                 |                 |                      |                      |                      | Antonio                  | Antonio                  |                     |                     |                 | Carlo     | Carlo     |
|                      |                      |                                                      |                                                      |                                                                                         |                                                                                         |                 |                 |                      |                      |                      |                          |                          |                     |                     |                 |           |           |
|                      |                      |                                                      |                                                      |                                                                                         |                                                                                         |                 |                 |                      |                      |                      |                          |                          |                     |                     |                 |           |           |
| Ludovico (1555-1619) | Ludovico (1555-1619) | Paolo (1568-1625) garzone nella bottega dei Carracci | Paolo (1568-1625) garzone nella bottega dei Carracci | Prudenza ⚭ Francesco Tacconi                                                            | Prudenza ⚭ Francesco Tacconi                                                            | Altri due figli | Altri due figli | Agostino (1557-1602) | Agostino (1557-1602) | Annibale (1560-1609) | Annibale (1560-1609)     | Giovanni Antonio         | Giovanni Antonio    | Altri due figli     | Altri due figli | Due figli | Due figli |
|                      |                      |                                                      |                                                      |                                                                                         |                                                                                         |                 |                 |                      |                      |                      |                          |                          |                     |                     |                 |           |           |
|                      |                      |                                                      |                                                      |                                                                                         |                                                                                         |                 |                 |                      |                      |                      |                          |                          |                     |                     |                 |           |           |
|                      |                      |                                                      |                                                      | Innocenzo Tacconi (1575-post 1625) nato dalle prime nozze di Francesco con una Isabella | Innocenzo Tacconi (1575-post 1625) nato dalle prime nozze di Francesco con una Isabella |                 |                 | Antonio (1583?-1618) | Antonio (1583?-1618) |                      | Franceschino (1595-1622) | Franceschino (1595-1622) | Altri quattro figli | Altri quattro figli |                 |           |           |